# Ruellia terminalis
Ruellia terminalis là một loài thực vật có hoa trong họ Ô rô. Loài này được (Nees) Wassh. miêu tả khoa học đầu tiên năm 1999.